# Железняков Петро Пилипович
Петро Пилипович Железняков (7 листопада 1918 — 25 вересня 1951) — учасник Німецько-радянської війни, льотчик-штурмовик, Герой Радянського Союзу (1945), командир ескадрильї, гвардії майор.

## Життєпис
Петро Пилипович Железняков народився в 1918 році в Семипалатинську.
У 1939 році закінчив фінансово-економічний технікум, незабаром був призваний до лав Червоної армії. Потім навчався в 1-й Чкаловській (Оренбурзькій) школі льотчиків, яку закінчив у липні 1941 року. Далі проходив службу в якості льотчика-інструктора у 19-й школі льотчиків. Лише в серпні 1942 року відбув на фронт.
З серпня 1942 року — на фронтах Німецько-радянської війни.
У 299-му штурмовому авіаційному полку (в подальшому — в 108-му гвардійському штурмовому авіаційному полку) пройшов всі щаблі від льотчика до командира ескадрильї.
Гвардії-майор Петро Пилипович Железняков виконав 341 бойовий виліт з вельми малими втратами. Тільки у вересні 1943 року ескадрилья під командуванням Железнякова знищила 12 літаків, 7 батарей, 2 залізничні ешелони, 235 бойових машин, 27 танків, і до 550 ворожих солдатів і офіцерів. Особисто Петром Пилиповичем знищено за час війни 16 літаків, 87 автомашин, 47 залізничних вагонів, 8 паровозів, 16 танків, 5 батарей зенітної артилерії, 3 склади з пальним і боєприпасами, 300 солдатів.
На одній з дільниць боїв група з 8 літаків «Іл-2», ведена Железняковим, раптово штурмувала ворожий аеродром. Незважаючи на сильну протидію зенітної артилерії, група зробила декілька заходів, знижуючись до межі, підпалила 8 літаків, підірвала склад з пальним, придушила вогонь трьох батарей.
Железняков своїм особистим прикладом вчив підлеглих йому льотчиків воювати, служив для них зразком мужності, відваги і героїзму.
27 липня 1945 року указом Президії Верховної Ради СРСР командир ескадрильї 108-го Гвардійського штурмового авіаційного полку 6-ї гвардійської штурмової авіаційної дивізії 2-го гвардійського штурмового авіаційного корпусу 2-ї повітряної армії Петро Железняков удостоєний звання Героя Радянського Союзу. Золота Зірка № 8681.
Після війни продовжив службу у Військово-Повітряних силах СРСР. У 1945 році закінчив Вищу авіаційну школу офіцерського складу. Трагічно загинув при виконанні службових обов'язків 25 вересня 1951 року в авіаційній катастрофі в Вовчанську Харківської області .

## Нагороди
- Медаль «Золота Зірка» (1945),
- орден Леніна
- орден Червоного Прапора
- орден Червоного Прапора
- орден Червоного Прапора
- орден Олександра Невського
- орден Червоної Зірки
- медалі.

## Пам'ять
- Музей в Семипалатинському фінансово-економічному технікумі, в якому Петро Железняков навчався.
- Меморіальна дошка на будинку Семипалатинського фінансово-економічного технікуму.